# Torna a Surriento

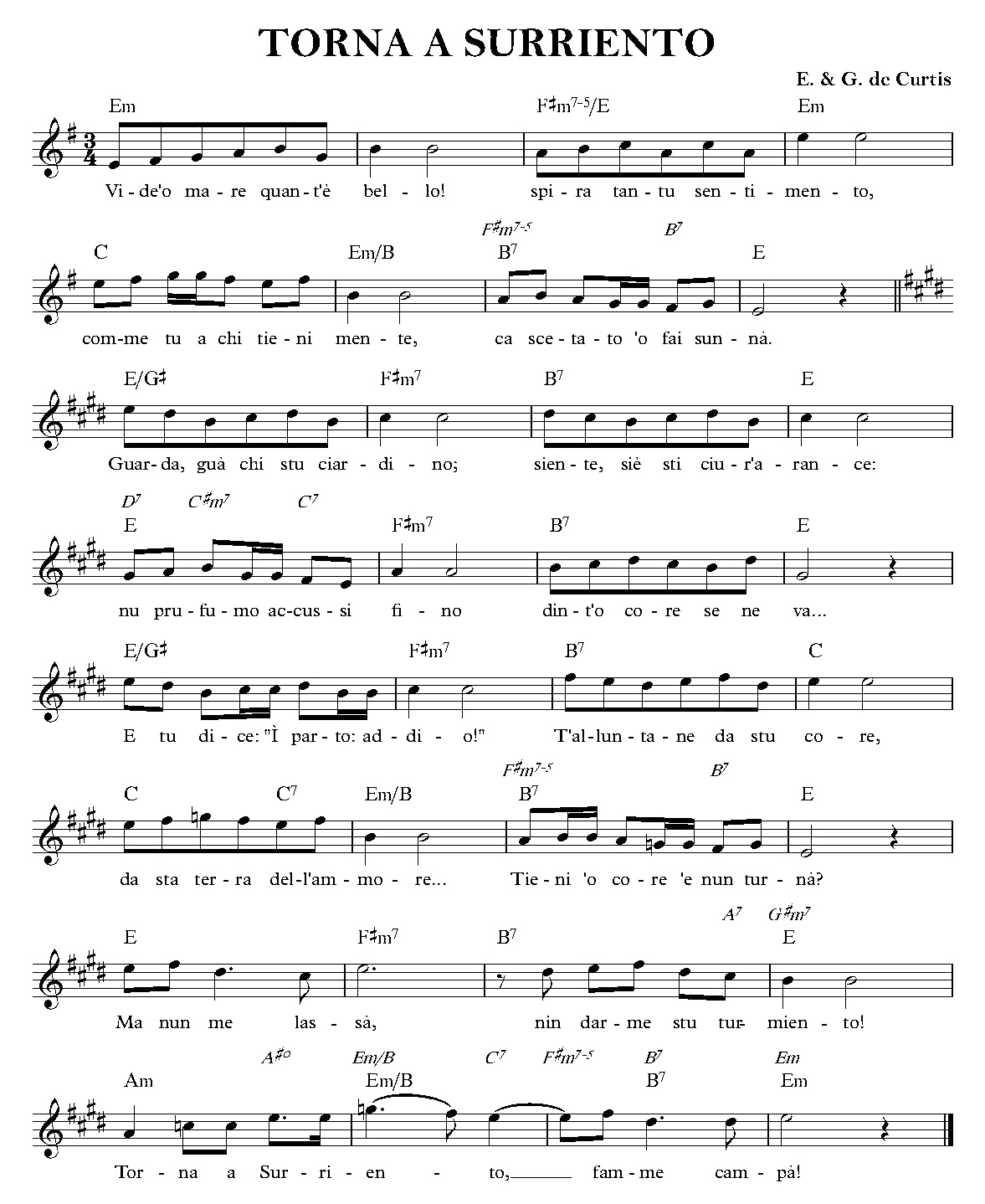
Bladmuziek voor Torna a Surriento

Torna a Surriento (Keer terug naar Sorrento)  is een Napolitaans lied gecomponeerd in 1894 door de Italiaanse musicus Ernesto de Curtis op de liedtekst geschreven door zijn broer, dichter en schilder, Giambattista de Curtis. Het lied is wereldwijd door diverse artiesten uitgevoerd en gecoverd.

## Geschiedenis
Volgens de overlevering stamt het lied uit 1902 toen Guglielmo Tramontano, hotelier en burgemeester van het plaatsje Sorrento, Giambattista de Curtis vroeg een lied te schrijven voor de Italiaanse premier Giuseppe Zanardelli die toen zijn vakantie doorbracht in Tramontano's hotel. Het lied zou zijn bedoeld om het verblijf van Zanardelli te vieren. Doch sommige bronnen claimen dat het een verholen smeekbede betrof aan Zanardelli om zijn belofte om Sorrento te voorzien om een riool aan te laten leggen na te laten komen. Het lied verhaalt over de schoonheid van de stad en de omgeving rondom de stad en tevens de liefde en passie van de stedelingen.
Recent onderzoek heeft echter uitgewezen dat het lied waarschijnlijk enkel is aangepast voor het bezoek van premier Zanardelli. Documenten wijzen uit dat de gebroeders De Curtis een kopie van de liedtekst reeds hebben gedeponeerd bij de Italiaanse vereniging van auteurs en uitgevers, de SIAE (Italiaans: Società Italiana degli Autori ed Editori), in 1894, acht jaar eerder dan hun claim waarin zij claimen het lied te hebben geschreven.

## Liedtekst
| Napolitaans | Vertaling |
| Vide ’o mare quant’è bello, spira tanto sentimento, comme tu a chi tiene a’ mente, ca scetato ’o faje sunnà. Guarda qua chistu ciardino; siente, sie’ sti sciure arance: nu profumo accussi fino dinto ’o core se ne va … E tu dice: "I’ parto, addio!" T’alluntane da stu core … da la terra de l’ammore … Tiene ’o core ’e nun turnà? Ma nun me lassà, nun darme stu turmiento! Torna a Surriento, famme campà! Vide ’o mare de Surriento, che tesoro tene ’nfunno: chi ha girato tutto ’o munno nun l’ha visto comm’a ccà. Guarda attuorno sti Serene, ca te guardano ’ncantate, e te vonno tantu bene … Te vulessero vasà. E tu dice: “I’ parto, addio!” T’alluntane da stu core da la terra de l’ammore tiene ’o core ’e nun turnà? Ma nun me lassà, nun darme stu turmiento! Torna a Surriento, famme campà! | Kijk naar de zee, hoe mooi ze is, ze ademt zoveel gevoel, zoals jij bij wie aan je denkt, dat je hem in zijn droom doet ontwaken. Kijk hier, deze tuin; ruik, dit zijn sinaasappelbloesems: een geur zo fijn dringt het hart binnen... En jij zegt: "Ik vertrek, vaarwel!" Je verwijdert je van dit hart... van het land van de liefde... Heb je het hart om niet terug te keren? Maar laat me niet achter, breng me deze kwelling niet! Keer terug naar Sorrento, laat me leven! Kijk naar de zee van Sorrento, wat een schat ligt er op de bodem: wie de hele wereld heeft bereisd, heeft niets gezien zoals hier. Kijk om je heen, deze Sirenen, ze kijken je betoverd aan, en ze houden zo veel van je… ze zouden je willen kussen. En jij zegt: "Ik vertrek, vaarwel!" Je verwijdert je van dit hart... van het land van de liefde... Heb je het hart om niet terug te keren? Maar laat me niet achter, breng me deze kwelling niet! Keer terug naar Sorrento, laat me leven! |